# Due Date
Due Date (bra: Um Parto de Viagem; prt: A Tempo e Horas) é um filme estadunidense lançado no ano de 2010 sob a direção de Todd Phillips. Trata-se de uma comédia estilo road movie, sendo estrelado pelos atores Robert Downey Jr. e Zach Galifianakis.
O enredo do filme é sobre Peter Highman, um ansioso pai de primeira-viagem cuja esposa está a cinco dias de dar à luz. Estando a serviço longe de casa, Peter corre contra o tempo para conseguir um voo de volta para Los Angeles e chegar para o parto de seu filho, mas seus planos são atrapalhados desastrosamente quando ele se vê obrigado a pegar uma carona de carro com o aspirante a ator Ethan Tremblay após ambos serem confundidos com terroristas dentro do avião. A travessia pelo país de automóvel, porém, resulta em diversas situações constrangedoras devido a ingenuidade de Ethan, afetando drasticamente a paciência de Peter.
A produção teve como locações as cidades americanas de Las Cruces, Atlanta, Tuscaloosa e algumas localidades nos estados da Geórgia e Alabama. O filme foi lançado aos cinemas norte-americanos e brasileiros em 5 de novembro de 2010; enquanto que em Portugal o filme só chegou no fim daquele ano.

## Enredo
Peter Highman está em um avião, voando para Los Angeles para estar com sua esposa Sarah, que está para dar à luz. Sentado atrás de Peter está um homem chamado Ethan Tremblay, que está indo para Hollywood para ser ator e está planejando jogar as cinzas de seu recente falecido pai no Grand Canyon, mantendo-as guardadas dentro de uma lata de café. Quando Ethan abusa das palavras "terrorista" e "bomba" em uma discussão com Peter, ambos são confundidos com terroristas e acabam sendo escoltados para fora do avião. Isto é apenas a primeira de uma série de desventuras causadas inadvertidamente por Ethan, que embora demonstre ser uma boa pessoa é bastante ingênuo e desastrado. Com o seu nome e o de Ethan incluídos na lista de segurança de proibição de viagens de avião (a chamada "lista dos excluídos"), Peter, que perdeu sua carteira durante a confusão dentro da aeronave, acaba aceitando uma carona de carro com Ethan para Los Angeles depois deste alugar um carro no aeroporto.
Durante uma parada na viagem, Ethan compra maconha e Peter descobre que seu companheiro está quase sem dinheiro. Como Peter está sem sua identidade, ele liga para Sarah e a pede que transfira dinheiro para a conta de Ethan através de uma agência da Western Union, até descobrir que Ethan usara seu nome artístico em vez de seu nome legal, impedindo a transação. Quando o operante da agência se recusa a aceitar o nome verdadeiro de Ethan por este estar também sem sua identidade verdadeira, Peter se desentende com o funcionário e leva uma surra do mesmo (que é cadeirante).
Depois de uma noite em uma parada de descanso, Peter decide abandonar Ethan por ali levando consigo o próprio carro, mas desiste logo após perceber que as cinzas do pai de seu desajeitado companheiro ainda estava no veículo logo após largar Ethan. Relutando com sua consciência, Peter volta para buscar Ethan. Peter combina com Ethan para revezarem a direção do carro de modo que, inicialmente, Peter durma um pouco, mas Ethan acaba adormecendo ao volante e causa um acidente com o carro. Depois de serem levados ao hospital mais próximo, a dupla é apanhada por um amigo de Peter chamado Darryl. Peter decide abandonar de vez Ethan, mas novamente desiste quando Darryl convence-o pelo contrário alegando que por ser um futuro pai, Peter precisa ter um coração mais bondoso. Após serem levados a casa de Darryl, o trio toma café juntos, mas acidentalmente acabam bebendo das cinzas do pai de Ethan que foram confundidas com pó de café, causando fúria de Darryl.
Quando Darryl permite que a dupla use seu Range Rover emprestado para fazerem o resto da viagem, Ethan equivocadamente toma o caminho errado indo para a fronteira dos Estados Unidos com o México. Apesar de inicialmente assegurar a Peter que ele vai lidar com a situação, Ethan foge, e Peter é preso por estar ainda portando a maconha comprada por seu companheiro no começo do filme. Os policiais federais mexicanos decidem prender temporariamente Peter em um trailer, mas Ethan rouba uma caminhonete utilizada como viatura pelos agentes e engata o veículo com o trailer para buscar Peter. Depois de causarem vários acidentes de trânsito na fuga, os dois conseguem fugir de volta para os Estados Unidos.
Agora com a viatura dos mexicanos, eles param no Grand Canyon. Em meio a bela paisagem, Ethan aproveita para cumprir o pedido de seu falecido pai e joga suas cinzas em um penhasco no local. Depois de uma breve conversa, Peter confessa que tentou abandonar Ethan na área de descanso. Ethan também decide fazer uma confissão: ele havia mantido escondido durante toda a viagem a carteira de Peter, causando-lhe grande fúria. Após brigarem violentamente, Peter recebe uma ligação de sua esposa e esta lhe diz, pelo telefone, que já está em trabalho de parto fazendo com que os dois homens corram em direção a Los Angeles para acompanhar a tempo o nascimento do bebê. Dentro do porta-luvas do veículo, Ethan acha uma arma e dispara acidentalmente em Peter, mas depois de fazerem um torniquete eles prosseguem a viagem. Chegando no hospital, onde Sarah está de parto, Peter também é internado por conta da perda de sangue no ferimento.
O nascimento ocorre de forma segura, e Peter, já atendido pelos médicos, expressa certo desconforto por ter ganho uma menina em vez de um menino, como era mostrado nos ultrassons pré-natal, recebendo o nome de Rosie Highman. Ethan deixa o hospital para finalmente chegar a Holywood, mas pede a Peter contatá-lo posteriormente via telefone. O filme se encerra com Ethan atuando como convidado especial em um episódio de Two and a Half Men com Peter e sua esposa Sarah lhe assistindo juntamente com sua filha na TV.

## Elenco
- Robert Downey, Jr.... Peter Highman
- Zach Galifianakis... Ethan Tremblay/Ethan Chase
- Michelle Monaghan... Sarah Highman
- Juliette Lewis... Heidi
- Jamie Foxx... Darryl
- RZA... agente do escâner
- Matt Walsh... agente TSA
- Charlie Sheen... Charlie Harper
- Jon Cryer... Alan Harper
- Danny McBride... Lonnie, funcionário da Western Union
- Todd Phillips... Barry
- Keegan-Michael Key... New Father
- Nathalie Fay... comissária de bordo

## Trilha sonora
Due Date (Original Motion Picture Soundtrack) foi lançado em 2 de novembro de 2010 pela gravadora WaterTower Music.

### Versão para iTunes
| N.º | Título                                          | Artista          | Duração |  |
| 1.  | "Hold On, I'm Comin'"                           | Sam & Dave       | 2:31    |  |
| 2.  | "New Moon Rising"                               | Wolfmother       | 3:45    |  |
| 3.  | "Is There a Ghost"                              | Band of Horses   | 2:59    |  |
| 4.  | "People Are Crazy"                              | Billy Currington | 3:51    |  |
| 5.  | "White Room"                                    | Cream            | 4:58    |  |
| 6.  | "This Is Why I'm Hot"                           | MIMS             | 4:17    |  |
| 7.  | "Sweet Jane"                                    | Cowboy Junkies   | 3:35    |  |
| 8.  | "Amazing Grace"                                 | Rod Stewart      | 2:02    |  |
| 9.  | "Check Ya Self 2010 (Chuck D com Lisa Kekaula)" | Ice Cube         | 3:25    |  |
| 10. | "Glaucoma"                                      | Christophe Beck  | 2:13    |  |
| 11. | "A Good Sign"                                   | Christophe Beck  | 1:36    |  |
| 12. | "Ethan's Theme"                                 | Christophe Beck  | 1:19    |  |

Músicas adicionais
Os seguintes canções não estão incluídos na trilha sonora, mas aparecem em algumas cenas do filme:
- Closing Time - Danny McBride
- Mykonos - Fleet Foxes
- Old Man (ao vivo) - Neil Young
- Hey You - Pink Floyd
- Tema de Two and a Half Men

## Marketing
O primeiro trailer do filme foi lançado em 14 de julho de 2010. Ele foi visto com A Origem, Dinner for Schmucks e The Other Guys. A versão internacional do trailer foi lançada em 2 de setembro de 2010, e o trailer completo foi lançado online em 16 de setembro de 2010. Foi mostrado antes de The Town e Life as We Know It.
No filme, o personagem Ethan é um grande fã do seriado Two and a Half Men. Na trama ele menciona que o próprio fundou um site chamado itsrainingtwoandahalfmen.com. Na época do lançamento do filme, o site realmente foi criado, mas foi desativado tempos depois.

## Lançamento

### Recepção crítica
Due Date recebeu críticas mistas. No Rotten Tomatoes, por exemplo, o filme possui 40% de avaliação positiva classificado como "podre", recebendo a nota 5.2/10, baseado em 185 comentários. No consenso do longa o site diz: "Descaradamente derivado e só esporadicamente engraçado, Due Date não vivencia de acordo com as possibilidades sugeridas pelo seu diretor talentoso possuindo estrelas maravilhosamente incompatíveis."; nesse mesmo site, Due Date possui 52% de aprovação por parte da audiência, usada para calcular a recepção do público a partir de votos dos usuários do site. No Metacritic, o filme possui a pontuação 51, com base de 39 comentários críticos.
O crítico Roger Ebert do Chicago Sun-Times deu ao filme duas estrelas e meia de quatro possíveis, declarando que "o filme provavelmente contém risos suficientes para satisfazer o público em fins de semana. O que fica aquém são os personagens e seus relacionamentos." Ebert ainda comparou o filme com Planes, Trains & Automobiles de 1987 e afirmou que Due Date poderia ter oferecido muito mais coisas melhores.

### Recepção comercial
Apesar das críticas mistas, Due Date foi bem sucedido comercialmente, ganhando mais de US$ 12 milhões de bilheteria doméstica norte-americana em seu dia de lançamento e US$ 43,4 milhões em sua primeira semana, logo atrás da animação Megamind, foi ainda o número um no Reino Unido por dois fins de semana consecutivos. Na segunda-feira, 8 de novembro de 2010, ultrapassou Megamind em receita. Na sexta-feira, 12 de novembro, ele caiu para #3 perdendo para Unstoppable e ficando atrás novamente de Megamind. Na segunda-feira, 15 de novembro, subiu para #2 ficando atrás apenas de Unstoppable. Na quarta-feira, 24 de novembro caiu para #8 perdendo para Harry Potter and the Deathly Hallows – Part 1, Tangled, Burlesque, Megamind, Love and Other Drugs, Unstoppable e Faster. Encerrou seu circuito nos cinemas em 27 de janeiro de 2011 e em abril do mesmo ano foi divulgado que Due Date havia arrecadado mais de US$ 100 milhões nas salas de cinema dos Estados Unidas e Canadá, e mais US$ 112 milhões em todo o mundo, contra um orçamento de produção de US$ 65 milhões.

## Lançamento em outras mídias

### Doméstico
Due Date foi lançado em DVD e Blu-ray em 22 de fevereiro de 2011.

### Televisão
O SBT exibiu o filme pela primeira vez na TV Aberta brasileira no dia 9 de agosto de 2013 dentro do programa Tela de Sucessos.